# Max August Jordan

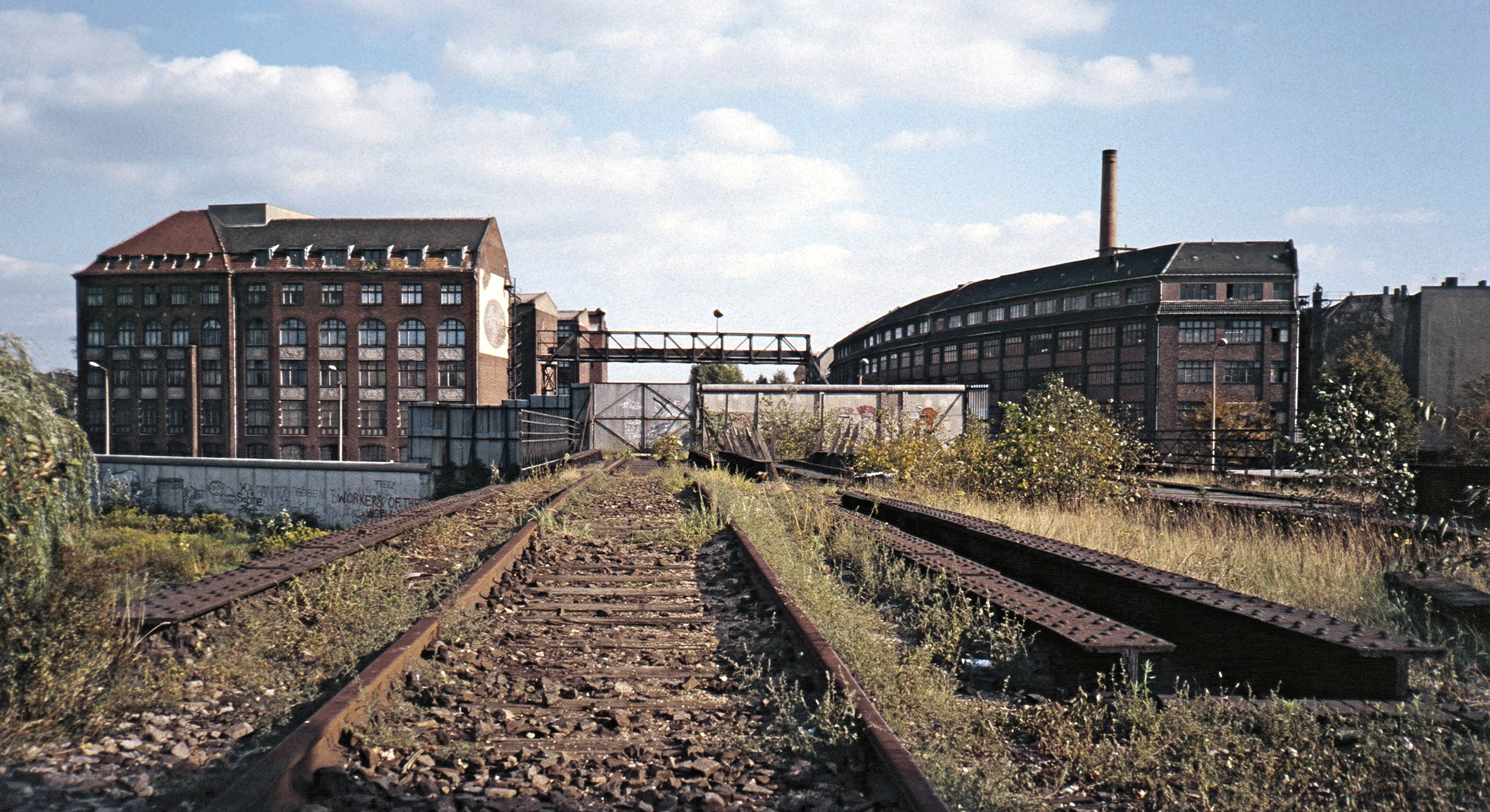
Links der Trasse der Görlitzer Bahn die Gebäude des ehemaligen Werks an der Lohmühlenstraße, an der Giebelwand der verblasste Agfa-Schriftzug, 1986

Max August Jordan (* 26. Oktober 1818; † 22. Dezember 1892) war ein Chemiker und Besitzer der Chemischen Fabrik Dr. Jordan in Treptow bei Berlin, aus deren Zusammenschluss mit der Gesellschaft für Anilinfabrikation die Agfa wurde.
Jordan entstammte einer südfranzösischen Hugenottenfamilie. Am 11. Dezember 1850 gründete er in Treptow eine chemische Fabrik zur Herstellung von Blutlaugensalz, Berliner Blau und Cyankalium. Der Standort der Fabrik war am Wiesenufer, der späteren Lohmühlenstraße in Alt-Treptow (heute Bezirk Treptow-Köpenick). 1863 erhielt er die Konzession zur Herstellung von Anilin und Anilinfarbstoffen und war damit einer der ersten Anilinfabrikanten in Deutschland.
Aus der Fusion mit der Gesellschaft für Anilinfabrikation Rummelsburg entstand am 21. Juli 1873 die Actien-Gesellschaft für Anilin-Fabrikation. Die Bezeichnung AGFA folgte erst später, sie wurde am 15. April 1897 als Warenzeichen für „chemische Präparate für photographische Zwecke“ eingetragen.
1924/25 entstand im nunmehr zu Berlin gehörenden Treptow in der Bouchéstraße die neue Trockenplattenfabrik der Agfa. Die Lohmühlenstraße und die Bouchéstraße sind durch eine Straße verbunden, die seit ca. 1895 ihm zu Ehren den Namen Jordanstraße trägt.